# Адад II
Адад II (1-а пол. X ст. до н. е.) — 8-й відомий цар Ідумеї (Едома). Згадується в Книзі царів.

## Життєпис
Про нього є суперечливі відомості. Посів трон після Бааланан — десь напочатку 990-х років до н. е. Переніс свою резиденцію до міста Пау. Згодом вступив у протистояння з ізраїльським царем Давидом, зазнавши зрештою поразки. Але через деякий час повстав проти ізраїлітян, проте зазнав нової поразки від Йоава, полководця давида. змушен був тікати до Єгипту, де пошлюбив сестру фараонової дружини — Тахпен.
Подальша діяльність є дискусійною: він або його син після смерті царя давида близько 970 року до н. е. повернувся до Ідумеї, де відновився на троні. Але невдовзі зазнав поразок від військ царя Соломона, втікши до Ассирії чи Вавилону. Територія Едому було розділена на декілька частини, де панували «князьки».